# St. Josef (Mannheim)

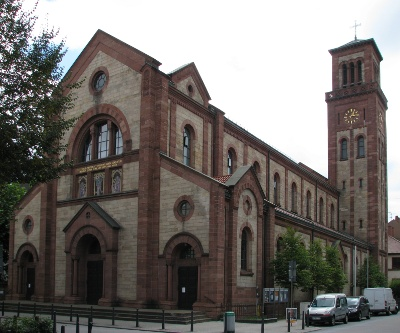
St. Josef

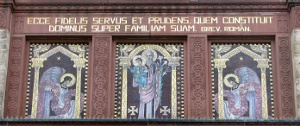
Mosaik über dem Hauptportal mit Darstellung des Josef

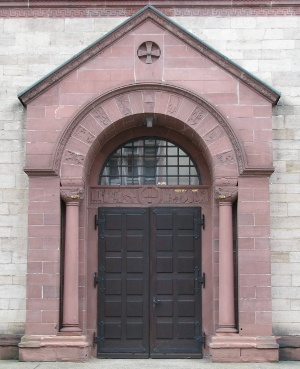
Hauptportal

St. Josef ist die katholische Pfarrkirche im Mannheimer Stadtteil Lindenhof. Sie wurde zwischen 1904 und 1907 nach den Plänen von Ludwig Maier im neoromanischen Stil erbaut.

## Geschichte
Ab 1890 wuchs die Bevölkerung in Lindenhof rapide, so stieg die Einwohnerzahl des Stadtteils zwischen 1890 und 1900 von 2.360 auf 10.120. Die Katholiken wurden von der Oberen Pfarrei der Jesuitenkirche in der Innenstadt betreut, aber bereits im November 1896 wurde der erste Antrag zum Bau einer eigenen Kirche gestellt. Ab 1902 wurden im Schwesternhaus der Niederbronner Schwestern Gottesdienste gefeiert und zwei Jahre später eine Kuratie eingerichtet. 1904 begann der Bau der Kirche nach den Plänen von Ludwig Maier unter der Leitung des Mannheimer Architekten Josef Kuld. Im Dezember 1907 wurde sie von Stadtdekan Joseph Bauer benediziert und am 31. Mai 1908 von Erzbischof Thomas Nörber geweiht. Mit der Wahl des Kirchenpatrons St. Josef knüpfte man an den Charakter des Stadtteils als Arbeiterviertel an. Er war aber auch Schutzpatron der Kurpfalz.
1918 wurde die Gemeinde St. Josef aus der Oberen Pfarrei ausgegliedert und zur eigenen Pfarrei erhoben. Zuvor waren im Ersten Weltkrieg 1917 vier der fünf Glocken, die 1911 die Glockengießerei Grüninger geliefert hatte, eingezogen worden. Erst 1927 wurde das Geläut – erneut von Grüninger – vervollständigt, sollte aber bereits 1942 wieder Opfer der für die Kriegswirtschaft durchgeführten Metallablieferungen werden. 1928/29 wurden die Kirche von Franz Schilling kunstvoll ausgemalt, eine Orgel angeschafft und anstelle der bislang vorhandenen Notaltäre von der Kunstwerkstätte Marmon neue Altäre erstellt.
Während des Zweiten Weltkriegs war der Lindenhof besonders stark von Luftangriffen betroffen. Bei einem Fliegerangriff am 9. Mai 1941 ging ein erster Volltreffer in die Kirche. Bis November 1942 wurde die Kirche wieder nutzbar gemacht, aber in der Sonntagnacht vom 5. auf den 6. September 1943 vernichtete ein Großangriff auf Mannheim Kirche und Pfarrhaus. Dabei konnte nur sehr wenig kirchliches Inventar gerettet werden.
Im September 1950 begann der vereinfachte Wiederaufbau von St. Josef unter der Leitung von Anton Ohnmacht. Die neuerliche Benediktion erfolgte am 19. Oktober 1951. Zwischen 1970 und 1972 wurde die Kirche saniert. Schadhafte Figuren an den Seiten mussten abgeschlagen werden und der Innenraum wurde gemäß der Liturgiereform des Zweiten Vatikanischen Konzils umgestaltet, wobei die Kanzel und die Kommunionbänke entfernt wurden. Ambo- und Taufgitter gestaltete Anton Kunz. 2002 schlossen sich die Gemeinden St. Josef, Maria-Hilf (Almenhof) und St. Jakobus (Neckarau) zur Seelsorgeeinheit Mannheim-Südwest zusammen. 2003 wurde die St. Josef innen durch das Erzbischöfliche Bauamt in Heidelberg renoviert und farblich aufgehellt. Dabei wurden aber Schäden an den Granitsäulen, die noch aus dem Zweiten Weltkrieg stammten, übersehen, weswegen die Kirche kurz vor Pfingsten 2006 vorsorglich geschlossen wurde. Eine statische Prüfung der Säulen ergab jedoch keine größeren Beanstandungen, so dass seit dem 1. Advent 2006 in der Kirche wieder Gottesdienst gefeiert wird.

## Beschreibung

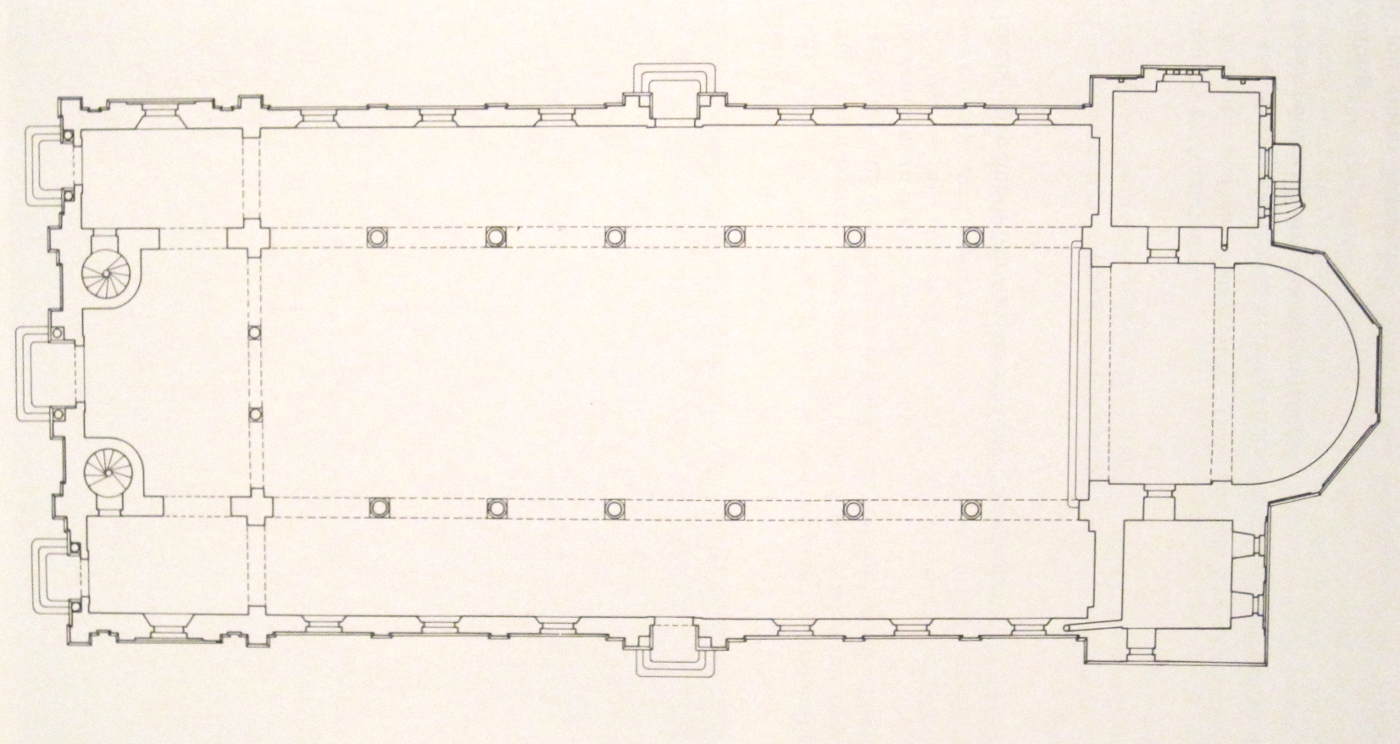
Grundriss

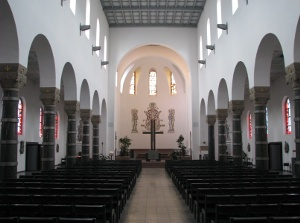
Innenraum

Die Kirche steht im östlichen Lindenhof an der Bellenstraße. Ihr Kirchturm zeigt zusammen mit dem Kirchturm der protestantischen Johanniskirche und dem Wasserturm auf dem John-Deere-Gelände schon von weitem den Stadtteil an. Die dreischiffige Basilika wurde im Stil der italienischen Romanik aus rotem Mainsandstein und hellem Sandstein aus der Pfalz errichtet. Sie ist 53 Meter lang, 20,30 Meter breit und im Mittelschiff 9,70 Meter hoch. Der Chorflankenturm war ursprünglich 51 Meter hoch. Das spitze Dach wurde allerdings nicht rekonstruiert, sondern durch ein flaches Pyramidendach ersetzt. Der Chor schließt mit einer halbrund gewölbten Apsis ab. Zwölf Granitsäulen tragen mit ornamentierten Kapitellen die die Mittelschiffwände tragenden Rundbögen.
Entsprechend den Zeitumständen präsentierte sich die Kirche nach dem Wiederaufbau ohne Schmuck bis auf die 1951/52 von Willy Oeser geschaffenen Mosaikbilder: Im Chor „Christus der Herrscher“, flankiert von zwei Engeln, in den Seitenschiffen „Maria – Himmelskönigin“ und „St. Josef – Schutzherr der Kirche“. Den Kreuzweg aus Muschelkalk schuf 1957/1958 Siegfried Fricker.
Der Altarbereich wurde 2003 vom Glasmaler und Bildhauer Michael Münzer gestaltet. Dabei wurde eine mehrstufige, in das erste Joch des Kirchenschiffes vorgezogene Altarinsel aus rotem Sandstein aus dem Neckartal geschaffen. Das Ensemble umfasst Ambo, Altar, Sedilien, Tabernakel und Taufstein. Auch die meisten Fenster wurden ab 2004 nach Entwürfen von Münzer gestaltet, nur die drei Chorfenster von Willy Oeser blieben erhalten.

### Orgel

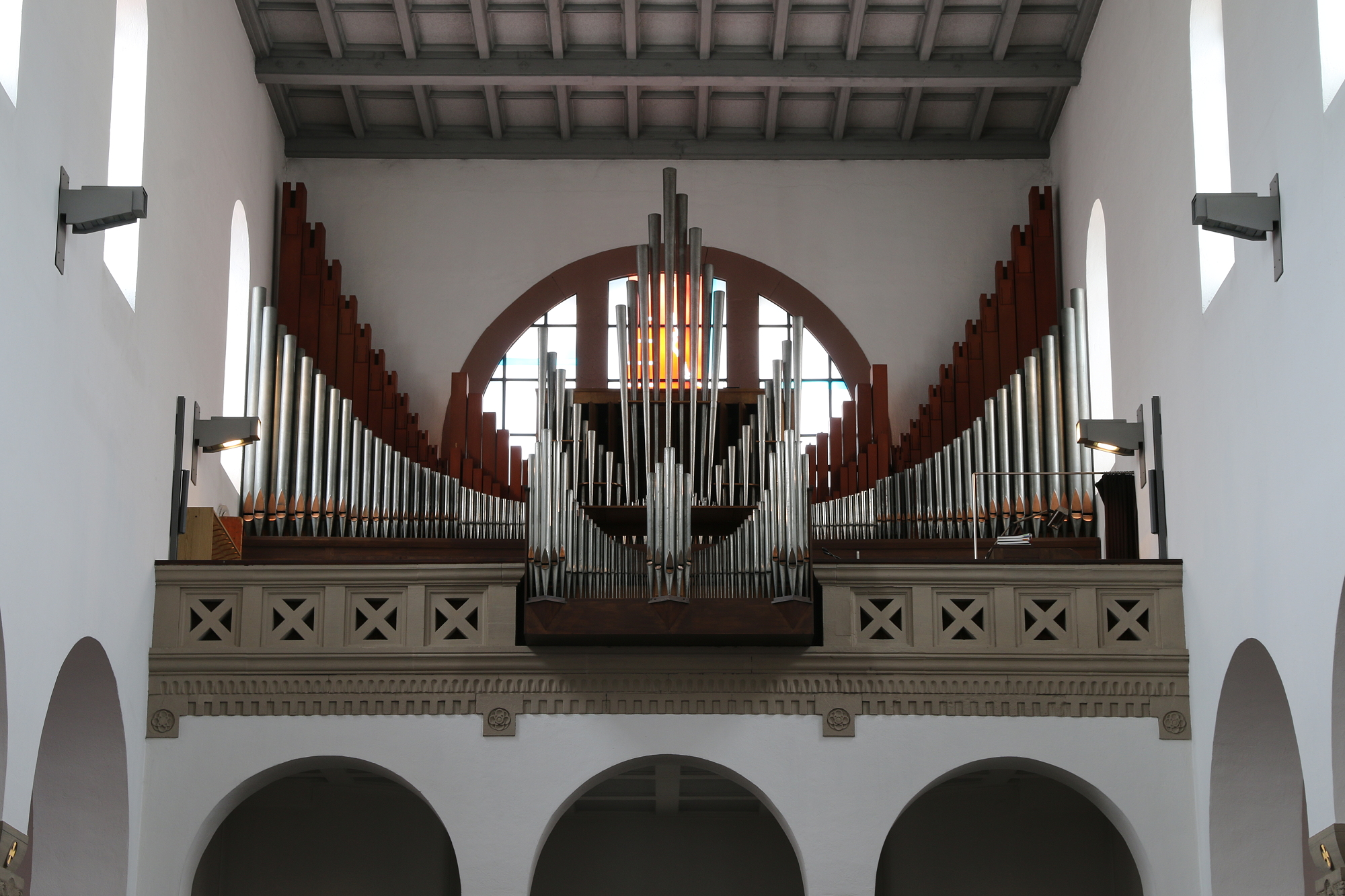
Orgel

Die Orgel wurde 1954 von Johannes Klais (Bonn) mit elektropneumatischen Trakturen gebaut. Sie verfügt mit 2.479 Pfeifen (davon 224 Holz, 312 Zink, 1887 Zinn und 56 Kupfer) über 36 Register auf drei Manualen und Pedal. Ihre Windladen sind als Kegelladen ausgeführt. Im Jahr 1985 wurde das Instrument ausgereinigt und nachintoniert. Technische Erneuerungen wurden im Zuge der Kirchenrenovierung in den Jahren 2002 und 2003 vorgenommen. Die Disposition lautet:
| I Positiv C–g3 |             |       |
| 1.             | Rohrflöte   | 8′    |
| 2.             | Quintade    | 8′    |
| 3.             | Praestant   | 4′    |
| 4.             | Blockflöte  | 4′    |
| 5.             | Principal   | 2′    |
| 6.             | Sifflöte    | 1 ⁄3′ |
| 7.             | Cymbel IV–V |       |
| 8.             | Krummhorn   | 8′    |

| II Hauptwerk C–g3 |                  |        |
| 09.               | Gedackt Pommer   | 16′    |
| 10.               | Principal        | 08′    |
| 11.               | Gemshorn         | 08′    |
| 12.               | Lieblich Gedackt | 08′    |
| 13.               | Octav            | 04′    |
| 14.               | Hohlflöte        | 04′    |
| 15.               | Nasard           | 02 ⁄3′ |
| 16.               | Rauschpfeife II  |        |
| 17.               | Mixtur IV–VI     |        |
| 18.               | Trompete         | 08′    |

| III Schwellwerk C–g3 |                 |     |
| 19.                  | Holzflöte       | 08′ |
| 20.                  | Salicional      | 08′ |
| 21.                  | Principal       | 04′ |
| 22.                  | Quintadena      | 04′ |
| 23.                  | Schwegel        | 02′ |
| 24.                  | Sesquialtera II |     |
| 25.                  | Scharff IV–V    |     |
| 26.                  | Dulcian         | 16′ |
| 27.                  | Schalmey        | 08′ |
|                      | Tremulant       |     |

| Pedal C–f1 |               |     |    |
| 28.        | Principalbass | 16′ |    |
| 29.        | Subbass       | 16′ |    |
| 30.        | Zartbass      | 16′ | 0* |
| 31.        | Octav         | 08′ |    |
| 32.        | Gedacktbass   | 08′ |    |
| 33.        | Choralbass    | 04′ |    |
| 34.        | Nachthorn     | 02′ |    |
| 35.        | Mixtur IV     |     |    |
| 36.        | Posaune       | 16′ |    |

Anmerkung: * = Transmission
- Koppeln: II/I, III/I, III/II, I/P, II/P, III/P

- Spielhilfen: zwei freie Kombinationen, Tutti, Crescendowalze, Zungeneinzelabsteller, Pedalumschaltung

### Geläut
Im Turm hängen sechs Bronzeglocken der Gießerei Hermann Hamm (Frankenthal) aus dem Jahre 1959. Sie wurden am 31. Mai durch Missionsbischof Augustin Olbert geweiht. Die Schlagtonspanne des Geläutes erstreckt sich über eine Oktave hinaus; es basiert auf dem selten anzutreffenden Quartsextakkord und zählt zudem zu den größten und wohlklingendsten in Mannheim. Außerdem ist es auf das Geläut der benachbarten Johanniskirche (Schlagtonfolge: h0–d1–e1–g1–a1) abgestim mt.
| Nr. | Name                  | Gussjahr | Gießer       | Ø (mm) | kg   | Ton  |
| --- | --------------------- | -------- | ------------ | ------ | ---- | ---- |
| 1   | Josef                 | 1959     | Hermann Hamm | 1796   | 3000 | a0   |
| 2   | Konrad                | 1959     | Hermann Hamm | 1412   | 2530 | d1   |
| 3   | Maria (Angelusglocke) | 1959     | Hermann Hamm | 1102   | 780  | fis1 |
| 4   | Antonius              | 1959     | Hermann Hamm | 929    | 450  | a1   |
| 5   | Johannes der Täufer   | 1959     | Hermann Hamm | 830    | 310  | h1   |
| 6   | Kleinste Glocke       | 1959     | Hermann Hamm | 722    | 230  | d2   |